# 石楠荒原

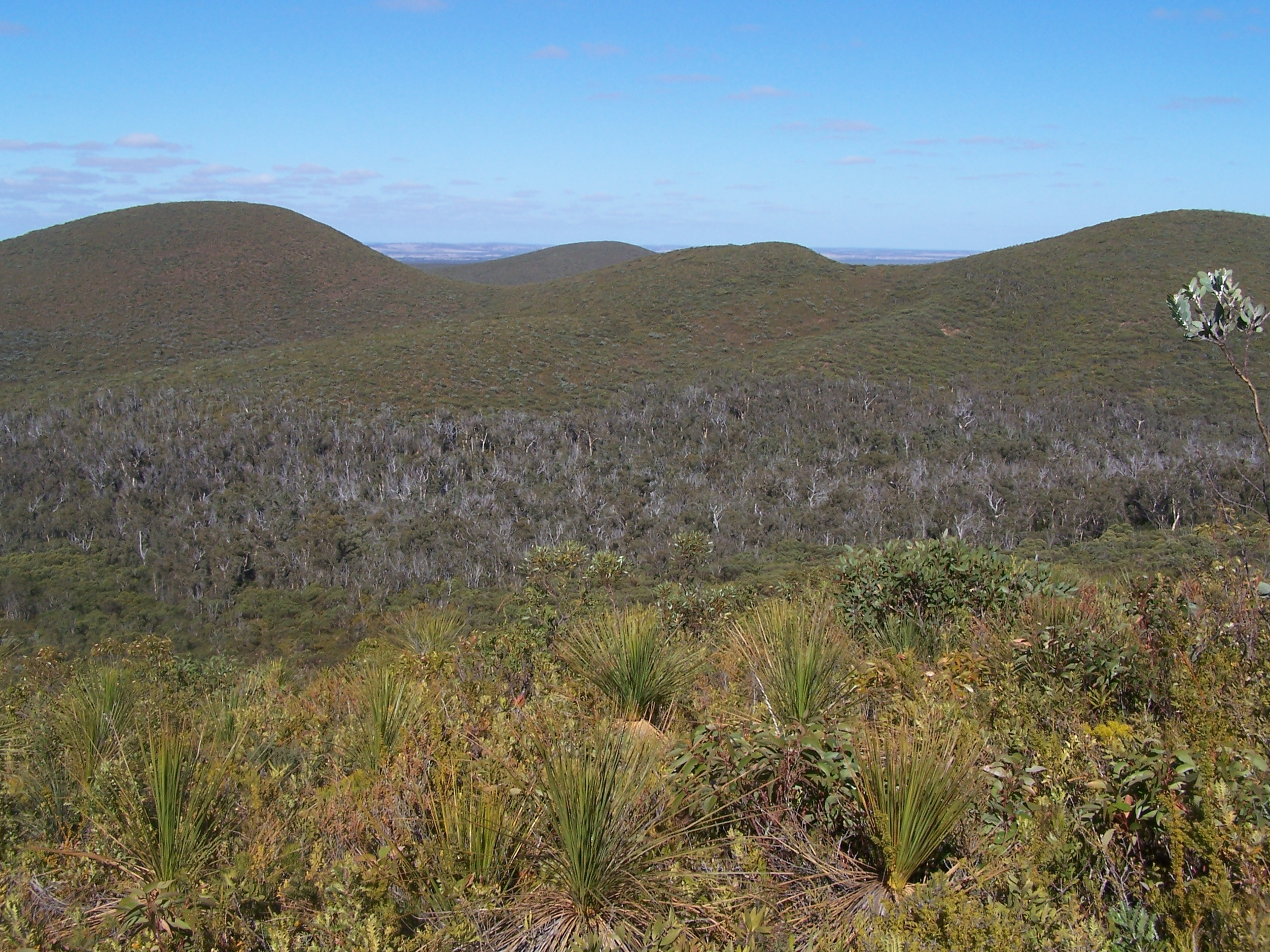
西澳大利亚州斯特灵山脉的石楠荒原的景色，中景是大批感染顶梢枯死的山谷。

石楠荒原是一种灌丛棲地，多见于自由穿流、酸性土壤的不毛之地，其特点是开阔、矮生的木本植被。高沼地一般指位于高地上，气候更冷、更潮湿的石楠荒原——特别是在英国。
石楠荒原遍布世界，但正在迅速消失，是欧洲罕见的栖地。它们形成的广泛而高度多样化的群落横穿澳大利亚的湿润、半湿润地区。一再发生的火情是维护石楠荒原所必需。而在分布相对较窄的南非，石楠荒原的群落却更加多样化。另外，在加利福尼亚州的查帕拉尔、新喀里多尼亚、智利中部和地中海沿岸都能看到广袤的石楠荒原。除了这些地区，这种植被类型同样散布在除南极洲外的各大陆上。

## 特征

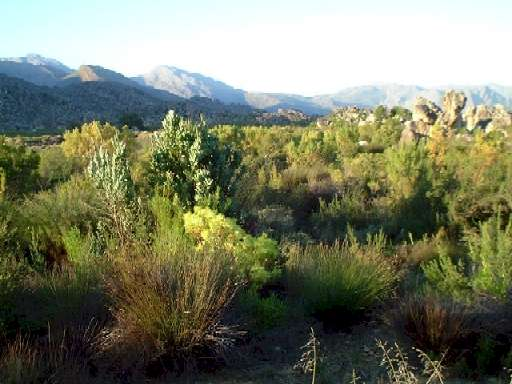
南非的弗因博斯。

石楠荒原喜欢温暖而干燥的气候（特别是在夏天）、酸性土壤、肥力低下、一般多沙且自由穿流；排水不畅的地方会出现较小的沼泽。石楠荒原的植被以0.2-2米高矮生灌木为主。
石楠荒原的植被种类异常丰富，澳大利亚的石楠荒原是3,700种地方性或典型物种的家园，还有众多限制较少的物种。南非的弗因博斯有着超过7,000种植物，仅次于热带雨林的植物多样性。与此形成鲜明对比的是，欧洲的石楠荒原与菌群先天不足，主要包括帚石楠、欧石楠和金雀花。
石南荒原的鸟类动物相通常是该地区的世界性物种。在发育不全的欧洲石楠荒原，诸如乌灰鹞和林鹨的鸟类往往是群落更明显的特征。在澳大利亚，石楠荒原的禽群以食蜜鸟类为主，如吸蜜鸟和吸蜜鹦鹉，而许多其他鸟类如鸸鹋、雕等也较为常见。澳大利亚的石楠荒原也是世界上唯一的陆生食蜜哺乳动物蜜貂的家园。南非的凡波斯的禽群包括太阳鸟、莺类和金翅雀类。对昆虫而言，石楠荒原也是一个很好的栖息地，包括蚂蚁、蛾、蝴蝶、黄蜂与许多物种均栖息其中。

## 人为石楠荒原
人为形成的石楠荒原栖地是一种人文景观，星罗棋布地分布在北欧、西欧、美洲、澳大利亚、新西兰、马达加斯加和新几内亚等全球各地。

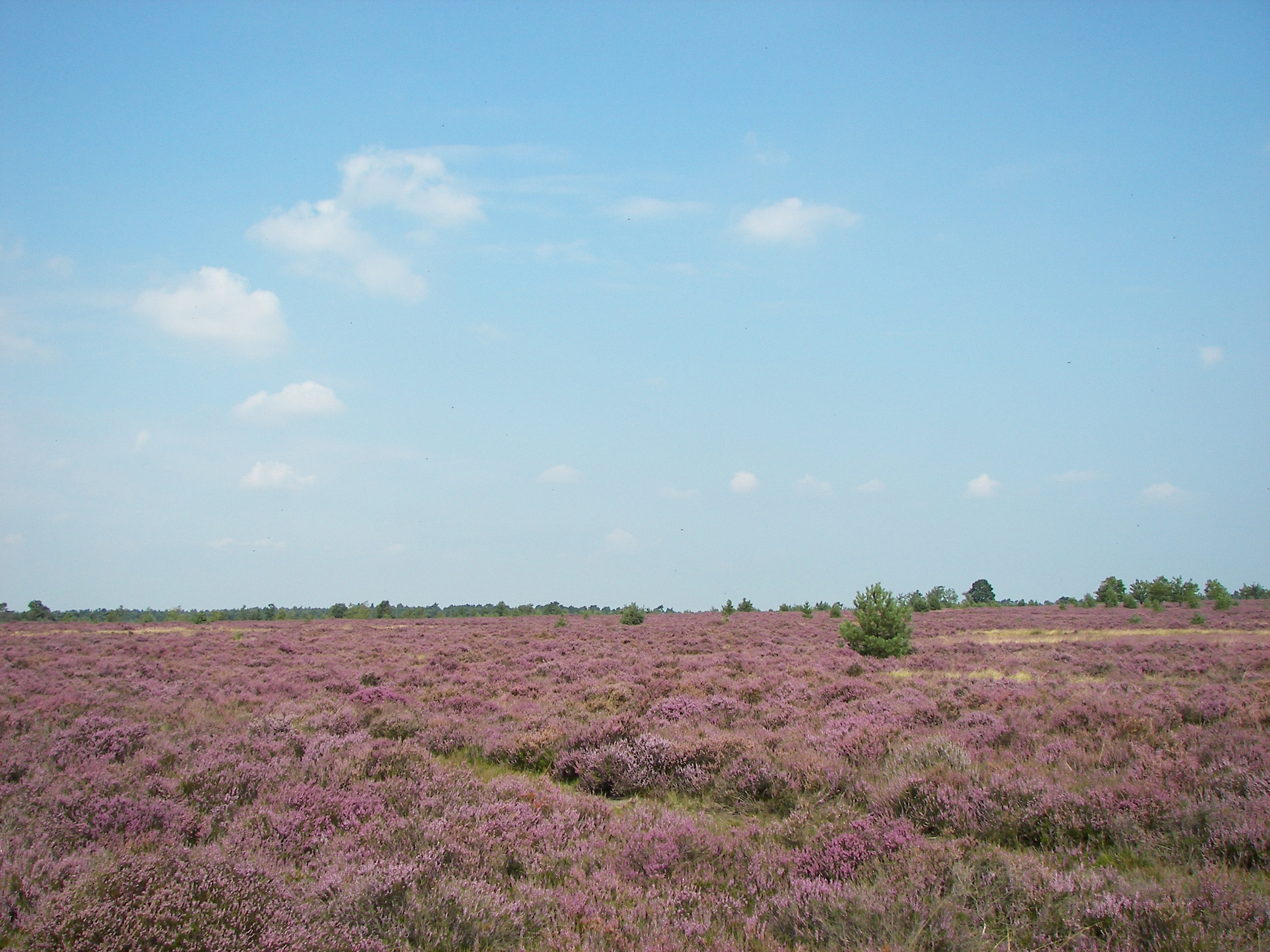
吕讷堡石楠草原，德国北部下萨克森的人为石楠荒原

人类数百年来以以放牧和烧荒的方式，对森林和疏林中植被的人为清除，是这些石楠荒原出现或扩大的最初原因。在某些情况下，这种清除行为甚至使部分荒原让位给沙子和沙丘，具有仅限当地的沙漠气候，即使在欧洲，局部温度也可以在夏季达到50摄氏度。干燥的沙子与石楠荒原接壤，并使其更易受到野火的侵袭。参考英格兰的石楠荒原，拉克姆说：“这些石楠荒原显然是人类活动的产物，需要像自然的石楠荒原一样管理，如果忽视，它们将变回疏林。”
近年来人造石楠荒原的保护价值已经增值不少，因此大多数石楠荒原受到保护。然而由于可以调整地貌的传统管理手段（放牧和烧荒）的废止，它们亦受到树木入侵的威胁。有些还受到城市蔓延的威胁。通过放牧和周期性烧荒的方式（称为swailing），人为石楠荒原得以保持，较少的情况下还会割草。如果不是这样保持着，它们会被森林或疏林迅速重新占领。这些重新生长的树种取决于本地有哪些种子，因此它可能无法反映在荒原成形之前的自然植被。